# استیو مک‌لین
استیو مک‌لین (به انگلیسی: Steve MacLean (astronaut)) فضانورد اهل کشور کانادا است که در ۱۴ دسامبر ۱۹۵۴ میلادی در اتاوا زاده شد. وی در مأموریت اس‌تی‌اس-۵۲، اس‌تی‌اس-۱۱۵ حضور داشته است.